# Palmaria (rod)
Palmaria nom. rejic., rod crvenih algi iz porodice Palmariaceae, dio reda Palmariales. Postoji šest priznatih vrsta unutar ovog roda koji je trenutno priznat, ali je njegovo ime potrebno odbaciti.

## Vrste
1. Palmaria decipiens (Reinsch) R.W.Ricker
2. Palmaria georgica (Reinsch) R.W.Ricker
3. Palmaria hecatensis M.W.Hawkes
4. Palmaria integrifolia Selivanova & Zhigadlova
5. Palmaria moniliformis (E.Blinova & A.D.Zinova) Perestenko
6. Palmaria palmata (Linnaeus) F.Weber & D.Mohr